# Viktor Petrovič Gajduk
Viktor Petrovič Gajduk in russo Виктор Петрович Гайдук? (Mosca, 18 giugno 1944) è un politologo, critico letterario e saggista russo.

## Biografia
È un italianista e studioso di critica letteraria, membro dell'Accademia delle Scienze di Russia.
Laureato nel 1968 all'Accademia delle Lingue di Mosca, ha proseguito gli studi a Ginevra specializzandosi in italianistica; dal 1968 al 1991 è stato segretario della Commissione Dantesca dell'Accademia russa delle scienze.
Gajduk è stato più volte consulente governativo, sia in epoca sovietica che dopo lo scioglimento dell'URSS, per le questioni culturali relative all'Europa occidentale.
Ha diretto la collana Storia d'Italia dell'Istituto Russo di Storia Universale, è membro dell'esecutivo della Société Européenne de Culture di Venezia e del Centro Studi Pio Manzù di Rimini, dal 1989 al 2002 è stato professore a contratto di "Storia delle Città" presso l'Università degli Studi di Bologna; è inoltre lettore del Comitato del Premio Nobel per la Pace e cofondatore della "Associazione per la cooperazione Euroatlantica".
Ha collaborato, dal 1986 al 1992, con il Giornale allora diretto da Indro Montanelli. È stato inoltre presidente dell'"Associazione Culturale Russia - Italia", nonché visiting professor all'Università di Bergen e di Stavanger dove ha tenuto il corso di Storia e Politologia russa.
Ha vinto la borsa di studio Lenin nel 1975.
Il Presidente Carlo Azeglio Ciampi lo ha insignito, nel 2004, del titolo di Commendatore dell'Ordine della Stella della Solidarietà Italiana per meriti in campo scientifico e culturale.

## Onorificenze

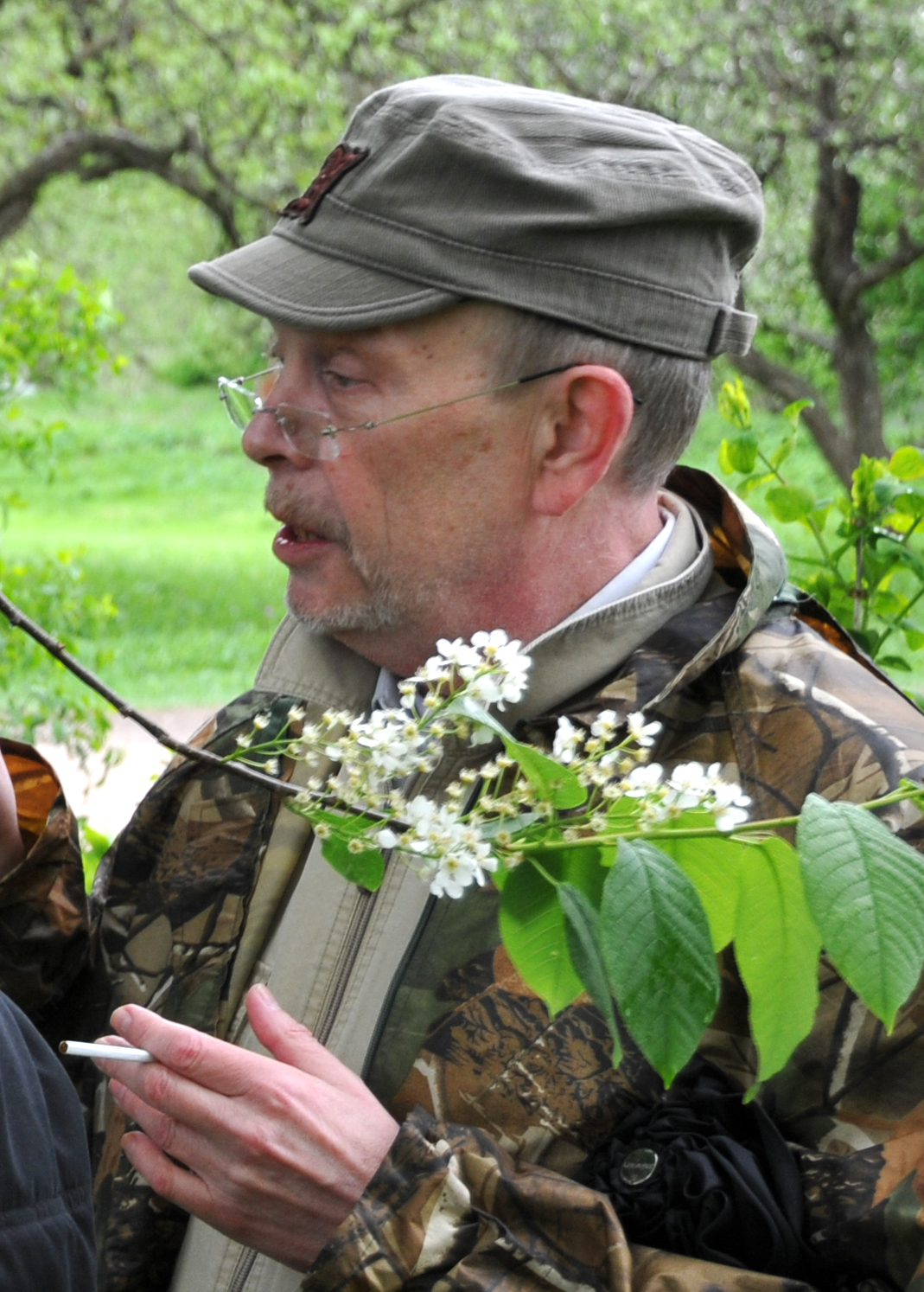
Viktor Petrovič Gajduk nel Meleto di Tolstoj (Яблоневый сад Толстого)

## Opere principali

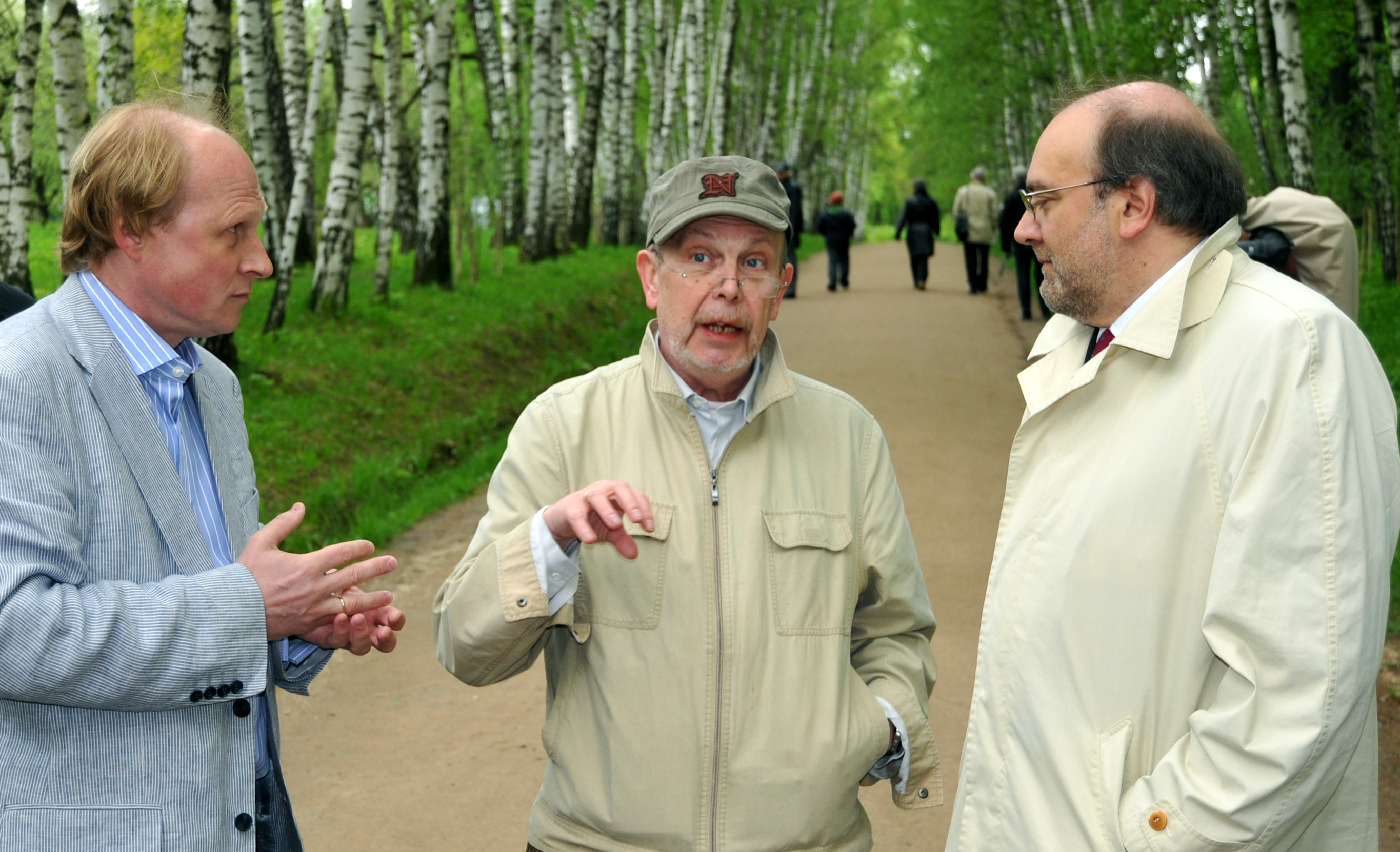
Il conte Vladimir Tolstoj (a sinistra) con Viktor Gajduk (al centro) e il presidente della provincia Autonoma di Trento Lorenzo Dellai

- Sistema dei colori nella Commedia di Dante. Mosca, ed. Nauka, 1968 (in russo, trad. in tedesco)
- La politica estera italiana Mosca, Nauka 1975
- La DC e il potere (1968 – 1973) Mosca, Nauka, 1978
- La DC italiana nella storiografia moderna Mosca, Nauka, 1979
- Il movimento cattolico in Italia. Mosca, Nauka, 1983
- La Democrazia Cristiana in Italia, Mosca, Nauka, 1985 (in russo, trad. in tedesco, ungherese e polacco)
- Il Mediterraneo e l'Europa. Mosca, Nauka, 1986
- Italia: il movimento per la pace. Mosca, Nauka, 1987
- La Resistenza e la battaglia delle idee 1939 – 1945. Mosca, Nauka, 1990
- La Chiesa Cattolica nel dopoguerra: verso il dialogo. Mosca, Nauka, 1992
- La cultura europea nel contesto della politica europea. Città del Vaticano, Libreria Vaticana, 1991 (in italiano, trad. in russo)
- L'idea russa come ideologia della controriforma. Milano, Guerini, 1994
- Società multiculturale: Russia e Svizzera. Mosca, Nauka, 1995
- Krise og Demokrati i Russland. Oslo, Europaprogrammet, 1996 (in norvegese)
- Il trattato circa il reggimento della città di Firenze di Girolamo Savonarola / Storia del parlamentarismo in Italia. Mosca, RAN, 1997 (in russo, trad. in norvegese)
- Vatican and Kremlin. Vatican II in Moscow. Leuven, 1997 (in inglese, trad. in italiano e in russo)
- The Black Sea-Mediterranean Region: Clash of Cultures or the Community of Civilizations?/ Russian Security – The Black Sea Region. Moscow, Europa Institute, 1997
- Gramsci in URSS e in Russia / Gramsci e il Novecento. Roma, Carocci, 1997
- Gli Archivi Russi di Gramsci / Russia e Italia nel Novecento. Mosca, 1998
- Russia e Italia nella transizione degli anni 90 / Russia e Italia nel Novecento. Mosca, 1998
- Russian Covered Operation “Vozdeystviye” in Norway: Media Ascendancy Case (Based on the Russian Archives). Mo scow, Nauka, 1999
- Russia – UE: sfide del tempo e prospettive di cooperazione. Mosca, Istituto Europa, 1999
- I Russi e l'Italia nello specchio / Russia e Italia: Incontro delle Culture. Mosca, Nauka 2000
- Russia e Vaticano tra XIX e XX secolo: il dialogo secondo archivi inediti / Santa sede e Russia da Leone XIII a Pio XI. Città del Vaticano, Libreria Vaticana 2002 (in italiano, trad. in russo)
- Le Immagini dell'Italia di Pavel Muratov. Mosca, Art-Rodnik, 2006.
- Russia: l'ambiente, la storia e la memoria. Trento, ARCI, 2006.
- Il Meleto di Tolstoj. Viaggio a Jasnaja Poliana e dieci domande su Tolstoj. ARCI-Trentino, 2007.
- Cechov un impressionista. Storie inedite e segrete. Intr. Armando Torno. Milano, San Raffaele, 2008.